# 贝尔蒙圣富瓦
贝尔蒙圣富瓦（法語：Belmont-Sainte-Foi，法語發音：[bɛlmɔ̃ sɛ̃t fwa]）是法国洛特省的一个市镇，属于卡奥尔区。

## 地理
贝尔蒙圣富瓦（44°16'57"N, 1°37'57"E）面积9.01 平方千米，位于法国奧克西塔尼大區洛特省，该省份为法国西南部内陆省份，北起顺时针与科雷兹省、康塔爾省、阿韦龙省、塔恩-加龙省、洛特-加龍省和多尔多涅省接壤。
与贝尔蒙圣富瓦接壤的市镇（或旧市镇、城区）包括：孔科特、佩讷堡、皮拉罗克、拉尔邦克、韦拉特。

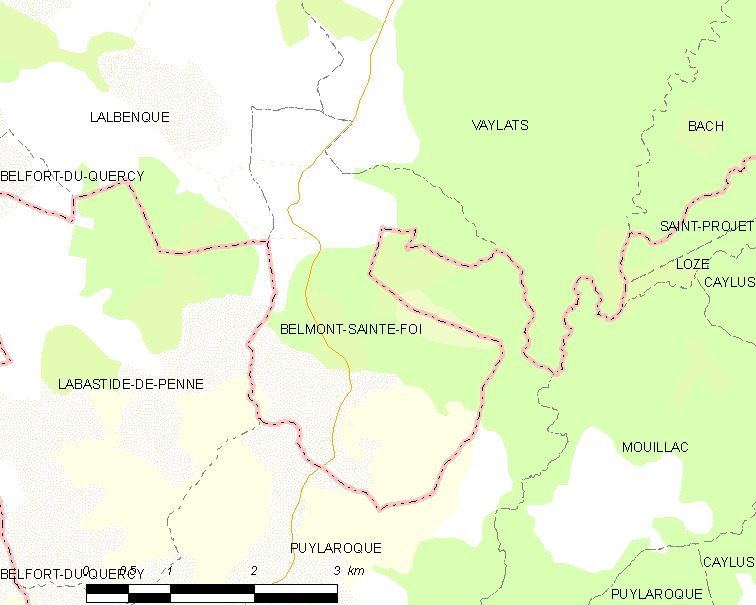
贝尔蒙圣富瓦的OSM定位图

贝尔蒙圣富瓦的时区为UTC+01:00、UTC+02:00（夏令时）。

## 行政
贝尔蒙圣富瓦的邮政编码为46230，INSEE市镇编码为46026。

## 政治
贝尔蒙圣富瓦所属的省级选区为南凯尔西边区县。

## 人口

1962-2008年间贝尔蒙圣富瓦人口变化图示

贝尔蒙圣富瓦于2022年1月1日时的人口数量为129人。